# (13087) Chastellux
(13087) Chastellux (1992 OV6) – planetoida z grupy pasa głównego asteroid okrążająca Słońce w ciągu 4,88 lat w średniej odległości 2,88 j.a. Odkryta 30 lipca 1992 roku.